# 淡水阿給
淡水阿給，是台灣新北市淡水區的知名小吃。阿給的做法是將油豆腐的中間挖空，然後填充炒過的冬粉（有些店家使用的是沒有炒過的冬粉）、浸泡過滷汁，以魚漿封口，加以蒸熟，食用前淋上甜辣醬或其他特殊醬汁。

## 名稱
阿給，名稱由來是日語「／ abura a ge」，簡稱「 a ge」，全稱音譯為「阿布拉阿給」，簡稱音譯即為「阿給」。「阿給」之英譯為 ageh 或 Tamsui ageh（淡水阿給）。

## 歷史
阿給的由來，是源自1965年受日本教育的楊鄭錦文女士從日本油豆腐（ age）包食物而衍生發明，起初是為了不想浪費賣剩下的食材，而想出的特殊料理方式，創始店位於淡水區真理街上。